# Johan Adam Wallin

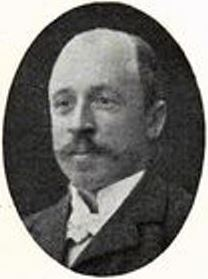
Johan Adam Wallin.

Johan Adam Wallin, vanligen J.A. Wallin, född 6 december 1862 i Göteborgs domkyrkoförsamling, Göteborg, död 22 maj 1932 i Arvika stadsförsamling, Värmlands län, var en svensk tidningsman.
Efter mogenhetsexamen 1880 studerade Wallin i Halle an der Saale 1881–1882. Han var redaktionssekreterare i tidningen Kalmar från april 1892 till och med 1904 och dess redaktör från 1905. Han var redaktör och ansvarig utgivare för Söderhamns-Kuriren från november 1915 till augusti 1918 och därefter för Arvika Nyheter till sin död. Han använde signaturen Leo.